# 2024 au Cambodge
Cet article présente les faits marquants de l'année 2024 au Cambodge.

## Évènements
- 25 février : élections sénatoriales.
- 3 avril : l'ancien premier ministre, Hun Sen, est désigné président du Sénat[1].
- 27 avril : un camion de munitions explose dans une base militaire de la province de Kampong Speu, tuant 20 soldats et détruisant plusieurs bâtiments[2].
- 2 juillet : la condamnation de 10 militants écologistes de l’ONG Mother Nature Cambodia déclenche des manifestations de protestation[3],[4].
- 22 août : les États-Unis restitue des œuvres d'art khmères pillées sur des sites archéologiques[5].
- 5 décembre : le journaliste Chhoeung Chheng est blessé par balle alors qu’il enquêtait sur la déforestation de la réserve naturelle de Boeung Per. Il succombe à ses blessures deux jours plus tard[6].

## Décès
- 26 février : Tep Vong, moine bouddhiste
- 28 juin : Kong Nay, luthiste aveugle, maître du chapey